# Homoranthus decumbens
Homoranthus decumbens är en myrtenväxtart som först beskrevs av Norman Brice Byrnes, och fick sitt nu gällande namn av Lyndley Alan Craven och S.R.Jones. Homoranthus decumbens ingår i släktet Homoranthus och familjen myrtenväxter. Inga underarter finns listade i Catalogue of Life.